# Oliveto Citra

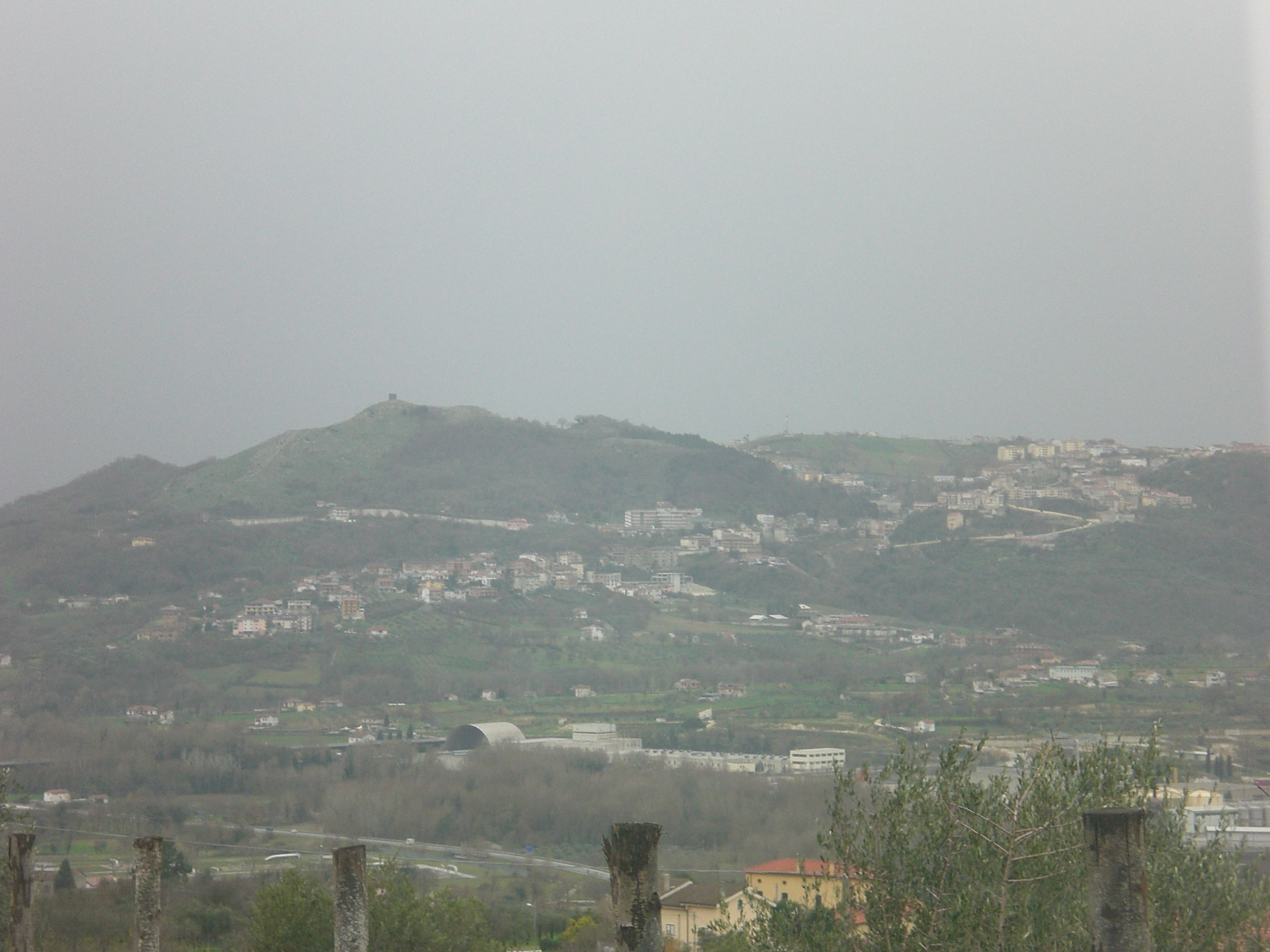
Blick auf den Oliveto Citra

Oliveto Citra ist eine italienische Gemeinde mit 3605 Einwohnern (Stand 31. Dezember 2023) in der Provinz Salerno in der Region Kampanien. Sie ist Bestandteil der Comunità Montana Tanagro - Alto e Medio Sele.

## Geografie
Die Nachbargemeinden sind Calabritto (AV), Campagna, Colliano, Contursi Terme, Senerchia (AV), Valva. Die Ortsteile sind Casale, Dogana, Ponte Oliveto und Serroni.

## Söhne und Töchter der Gemeinde
- Yari Montella (* 2000), Motorradrennfahrer
- Vincenzo Albanese (* 1996), Radrennfahrer